# Бањоли (Беневенто)
Бањоли је насеље у Италији у округу Беневенто, региону Кампанија.
Према процени из 2011. у насељу је живело 638 становника. Насеље се налази на надморској висини од 115 м.